# Соколовський Андрій Андрійович
Андрій Андрійович Соколовський (рос. Андрей Андреевич Соколовский; 1 вересня 1993, Тогузак, Казахстан — 29 травня 2022, Ярова, Україна) — російський військовик, сержант ЗС РФ. Герой Російської Федерації.

## Біографія
В 2001 році сім'я Соколовського переїхала в Тетюші, де він закінчив середню школу №2 і Тетюшинський сільськогосподарський технікум. З жовтня 2011 по жовтень 2012 року проходив строкову службу в ЗС РФ: спочатку водієм, потім — заступником командира взводу. Після завершення служби повернувся додому. В квітні 2014 року підписав контракт і був призначений розвідником групи спеціального призначення 3-ї окремої бригади спеціального призначення, дислокованої в Тольятті. Побував у гарячих точках в Таджикистані та в Сирії. З 24 лютого 2022 року брав участь у вторгненні в Україну. Загинув у бою. 6 червня був похований в селі Чинчуріно Тетюського району.

## Нагороди
Отримав численні нагороди, серед яких:
- Медаль «За бойові заслуги»
- Медаль «Учаснику військової операції в Сирії»
- Медаль «За ратну доблесть»
- Звання «Герой Російської Федерації» (2022, посмертно) — «за мужність і героїзм, проявлені під час виконання військового обов'язку.» 21 жовтня медаль «Золота зірка» була передана рідним Соколовського губернатором Самарської області Денисом Азаровим.

## Вшанування пам'яті
21 жовтня 2022 року на алеї слави військової частини в Тольятті був встановлений бюст Соколовського.